# 野村純一
野村 純一 （のむら じゅんいち、1935年3月10日 - 2007年6月20日）は、日本の民俗学者・文化人類学者・国文学者。学位は、文学博士（論文博士・1985年）（学位論文「昔話伝承の研究」）。國學院大學名誉教授。2000年紫綬褒章受章。正五位瑞宝中綬章。

## 人物
東京都出身。岩倉高等学校教諭、國學院大學兼任講師を経て、1966年専任講師。助教授を経て、1981年國學院大學文学部日本文学科教授。國學院大學図書館長も兼任し、國學院大學名誉教授。日本民俗学会理事、日本口承文芸学会会長、日本昔話学会理事など。2000年紫綬褒章受章。
いち早く、口裂け女を、民俗学・口承文芸の見地から研究し、日本における怪談研究、都市伝説研究の先駆けとなった。息子に同じく民俗学者の野村典彦がいる。角川源義賞、毎日出版文化賞特別賞を受賞。

## 経歴[1]
- 1935年 東京都下谷区（現台東区）に生まれる。
- 1953年 日本大学第一高等学校卒業。同年國學院大學文学部日本文学科入学。在学中は説話研究会に所属し、臼田甚五郎の指導を受ける。
- 1957年 國學院大学卒業。台東区の岩倉高等学校に勤務。
- 1963年 近岡（野村）敬子（國學院大學栃木短期大学兼任講師）と結婚。
- 1966年 國學院大學文学部専任講師。
- 1969年 國學院大學文学部助教授。
- 1976年 関敬吾『日本昔話大成』に編集協力として参加。
- 1981年 國學院大學文学部教授。
- 1985年 「昔話伝承の研究」で文学博士の学位を取得。
- 1986年 中国訪問。
- 1988年 中国・インド長期派遣研究（～1989年）
- 2000年 紫綬褒章受章
- 2005年 國學院大學定年退職。名誉教授。
- 2007年 死去。叙正五位、瑞宝中綬章追贈。

## 著書
- 『笛吹き聟―最上の昔話』（東出版、1968年）
- 『昔話伝承の研究』（同朋舎出版、1984年）
- 『昔話の語り手』（法政大学出版局、1983年）
- 『昔話と文学』（名著出版、1984年）
- 『昔話と民俗』（名著出版、1984年）
- 『昔話研究集成』（名著出版、1984年）
- 『ストーリーテリング』（弘文堂、1985年）
- 『名人・奇人 (ふるさとの伝説)』（ぎょうせい、1989年）
- 『日本の世間話』（東京書籍、1995年）
- 『昔話伝説研究の展開』（三弥井書店、1995年）
- 『日本・村落伝承の現在 -遠野から遠野まで-』（日中昔話伝承の現在、1996年）
- 『昔話の森--桃太郎から百物語まで--』（大修館書店、1998年）
- 『新、桃太郎の誕生―日本の「桃ノ子太郎」たち』（吉川弘文館、2000年）
- 『江戸東京の噂話―「こんな晩」から「口裂け女」まで』（大修館書店、2005年）
- 『昔話の旅語りの旅』（アーツアンドクラフツ、2008年）
- 野村純一著作集　全9巻　（清文堂出版、2010-2013年）
  1. 昔話伝承の研究・上
  2. 昔話伝承の研究・下
  3. 桃太郎と鬼
  4. 昔話の語りと語り手
  5. 昔話の来た道・アジアの口承文芸
  6. 伝説とその伝播者
  7. 世間話と怪異
  8. 文学と口承文芸と
  9. 口承文芸研究のネットワーク

## 共編著
- 『五分次郎―最上・鮭川の昔話』野村敬子共編、桜楓社、1971年）
- 『出羽の伝説』須藤克三、佐藤義則共著、角川書店、1976年）
- 『遠野物語小事典』渋谷勲、菊池照雄、米屋陽一共著、ぎょうせい、1992年）
- 『一冊で日本古典名話100選を読む―日本人の心に生き続ける名作の数々』乾克己、小林保治共編、友人社、1994年）
- 『日本伝承文学』大島広志、花部英雄共編、おうふう、1996年）
- 『柳田國男事典』宮田登、三浦佑之、吉川祐子共編、勉誠出版、1998年）
- 『日本説話小事典』（野村純一、三浦佑之、藤島秀隆、高木史人編集、大修館書店、2002年）
- 柳田國男未採択昔話聚稿 編著.瑞木書房 2002.2.
- 伝承文学研究の方法（編）岩田書院、2005
- 『ふるさとお話の旅〈1〉秋田―秋田のとっぴん語り』監修、花部ゆりいか編集、星の環会、2005年）
- 『ふるさとお話の旅〈4〉東京―東京・江戸語り』監修、野村敬子編集、星の環会、2005年）
- 『ふるさとお話の旅〈8〉奈良・大阪―やまと・なにわの昔語り』監修、大西登貴子編集、星の環会、2005年）
- 『定本関澤幸右衛門昔話集―「イエ」を巡る日本の昔話記録』編、清野照夫写真、瑞木書房、2007年）

## 論文
- 「民間説話の比較研究」（國學院大學大学院紀要、1992年）
- 「菅江真澄の旅と童物語」（菅江真澄研究会、1992年）
- 「鬼になる方法」（1995年）
- 「柳田國男と「村の話」 -昔話研究への出立-」（昔話 -研究と資料- 24号、1996年）
- 「「桃太郎力持ち」の事」（口承文藝研究、1997年）
- 「「敬っての物語」考-その後の「いではみちのくぶり」-」（1998年）
- 「「越後地震口説」のこと(上)」（1999年）

## 受賞歴
- 1985年 受賞学術賞 第7回角川源義賞（国文学）
- 1990年 第44回毎日出版文化賞特別賞

## 叙位・叙勲
- 2000年 紫綬褒章（口承文芸学研究における功績）
- 2007年 叙正五位、瑞宝中綬章追贈